# آستراخان
آستراخان یا آسترخان (تاتاری: Ästerxan، روسی:́ Астрахань) مرکز استان آستراخان روسیه است.
شهر آستراخان از سال ۱۹۴۳ میلادی مرکز اداری منطقه آستراخان به شمار می‌رود.این شهر با 1534 کیلومتر فاصله از مسکو در کل استان نزدیک به یک میلیون جمعیت دارد. آستراخان پس از فروپاشی شوروی دوباره نقش خود را در حمل و نقل منطقه‌ای و بین‌المللی باز یافت. 
نام این شهر را در متون قدیمی فارسی به صورت هَشتَرخان، حاجی‌طرخان و حاجی‌ترخان هم نوشته‌اند. حاجی تَرخان صورت اصلی نام این شهر است و هنوز هم مسلمانان این منطقه نام شهر را حاج طرخان می‌دانند و در نوشته‌ها و گفته‌هایشان به همین نام یاد می‌کنند. (ترخان لقبی است از اصل سغدی).
بیش‌تر اهالی بومیِ این ناحیه مسلمان و شافعی مذهب هستند، شیعیان آذربایجانی نیز جمعیت زیادی از این منطقه را تشکیل می‌دهند. یک مسجد مختص شیعیان در روسیه در این شهر قرار داشته‌است.
آستراخان یکی از شهرهای روسیه است که قدمت آن به قرون وسطی می‌رسد. آستاراخان به دلیل دسترسی به مسیرهای هوایی، ریلی و دریایی یکی از شهرهای تجاری مهم روسیه بوده و علاوه بر گردشگران، مقصد بازرگانان و تجار کشورهای مختلف می‌باشد.
جمعیتی زیادی از بازرگانان ایرانی در این بندر فعالیت دارند.
ضمناً سرکنسولگری جمهوری اسلامی ایران و بندر بزرگ سالیانکا و شعبه میربیزنس بانک Мир бизнес банк با سرمایه ایرانی و مرکز تجاری ایرانیان در این بندر بررگ وجود دارد.

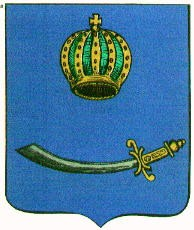
نشان آستراخان که در آن تاج و شمشیر خان نقش شده‌است.

آستراخان شهری قدیمی که زیر آفتاب جنوبی قرار دارد، نه فقط در روسیه بلکه در اروپا به عنوان شهر بزرگ صنعتی معروف است. شهر آستراخان در دهانه رودخانه ولگا که به دریای خزر می‌ریزد قرار دارد و به این سبب، شاهراه آبی و زمینی بشمار می‌آید. آستراخان در دشت شمال دریای خزر قرار گرفته و زمین‌های آن هم‌سطح دریا و در بعضی نواحی پایین‌تر از آن است.
شهر آستراخان در جنوب شرقی نسبت به مسکو قرار دارد و بر روی ۱۱ جزیره واقع شده - حاشیه پست دریای خزر و در قسمت شمالی دلتای ولگا. در ساحل چپ ولگا بخش اصلی شهر قرار گرفته و در ساحل سمت راست حدود ۲۰ درصد از ساکنان شهر زندگی می‌کنند.
امروزه مرز استان آستراخان تا ولگاگراد می‌رسد. این استان به خاطر زیبایی‌هایش سال‌هاست که محل غیررسمی استراحت سران کشور است.
به سبب آن که جنگ جهانی دوم به این شهر نرسید در آن بناهایی قدیمی می‌توان دید که مخصوص این شهر است و در بیشتر شهرها وجود ندارد.
دشت آستراخان دارای گنبدهای نمکی است که گاه ارتفاع آنها به ۱۵۰ متر می‌رسد. آب و هوای این منطقه قاره‌ای و خشک است. در این ایالت چندین دریاچه نمک و در اطراف مصب رود ولگا دریاچه‌هایی از آب شیرین وجود دارد. آب و هوای این منطقه به شدت قاره‌ای و بارانی است. دمای متوسط آن در ماه ژانویه منفی ۶ درجه و در ژوئن مثبت ۲۵ درجه و میزان بارش ۲۳۰ میلی‌متر در سال است.

## پیشینه
آسترخان توسط مغولان در نزدیکی شهر اتل (اتیل) که متعلق به خزران بود بنا شد. این شهر در سال‌های ۷۹۸–۸۰۱ق/۱۳۹۶–۱۳۹۹م به فرمان امیرتیمور گورکانی ویران شد، ولی بار دیگر شکوفایی خود را بازیافت. گمان می‌رود شکوفایی شهر پس از انحطاط پایتخت کهن این سرزمین ـ شهرسرای ـ صورت گرفته باشد. پس از نابودی حکومت قزل‌اوردا (اردوی زرین) در اوایل قرن ۱۰ق/۱۶م، دولت تازه‌ای در آسترخان پدید آمد که تا میانه‌های سده بعد دوام یافت. در ۹۶۱ق/۱۵۵۴م آسترخان به تصرف روس‌ها درآمد.

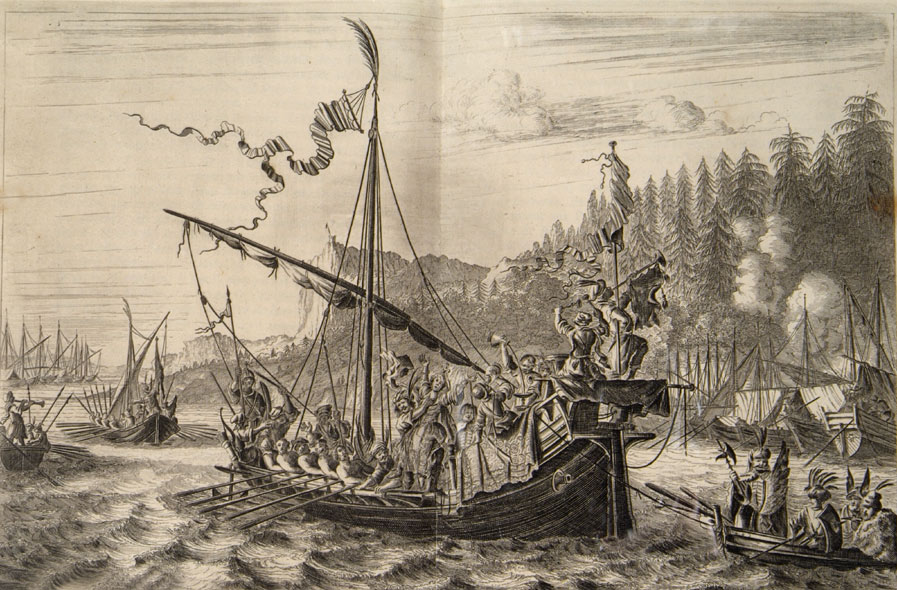
استنکا رازین در حال به آب انداختن یک شاهزاده ایرانی در رود ولگا در حاجی‌ترخان. استنکا رازین ملوان و رهبر قزاق‌های شورشی بود که به کرانه‌های شمالی ایران نیز تازیده بود. نگاره از کتابی چاپ آمستردام. ۱۶۸۱ میلادی.

روس‌ها نخست خان‌درویش‌علی را به عنوان تابع و دست‌نشانده خود در این ناحیه قرار دادند. در ۹۶۳ق/۱۵۵۶م شهرستان و شهر آسترخان مدتی ضمیمه خاک روسیه شد.
شهر امروزی آستراخان پس از جنگ ارتش ایوان مخوف (ایوان چهارم) با پادشاهی آسترخان در سال ۱۵۵۶ میلادی تأسیس شد.
پس از پیوستن خان‌نشین آستراخان به شهر مسکو در سال ۱۵۵۸، شهر حاجی ترخان از ساحل راست به ساحل چپ رودخانه ولگا نقل مکان کرد و اسم جدید آستراخان را گرفت. بعداً آستراخان به سرعت پیشرفت کرد و در آن کرملین ساخته شد. به دلیل اینکه این شهر آسیا و اروپا را به هم متصل می‌کرد مرکز بازرگانی شد. تاجرهای انگلیسی، فرانسوی، و هلندی اجازه یافتند تا از طریق آستراخان راه ترانزیت را باز کنند.

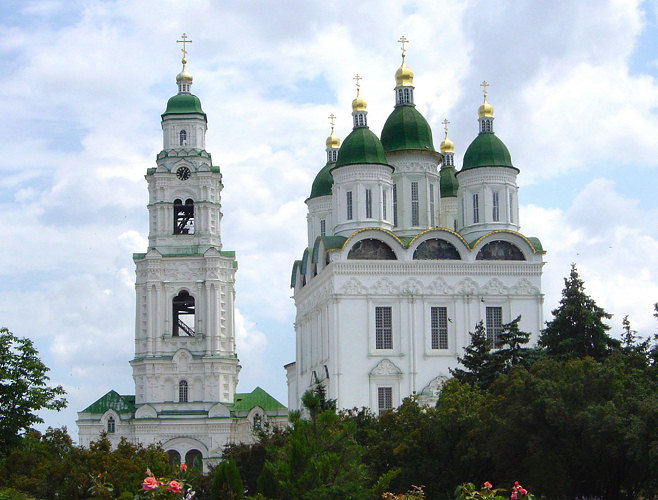
کلیسای عروج مریم آستراخان

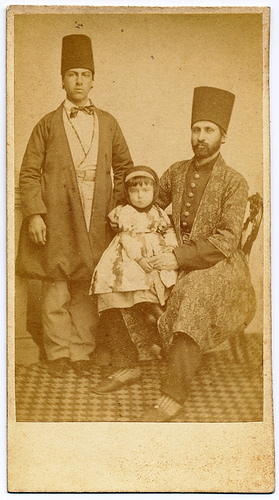
ایرانیان در حاجی‌ترخان، ۱۸۷۰.

در سده ۱۷ آستراخان به شهر بزرگی تبدیل گشت. کرملین به پادگان تبدیل شد که از شهر دفاع می‌کرد. پیشه مردم در این زمان، ماهیگیری، بازرگانی و تولید ابریشم و محصولات پشمی بود.
در قرن ۱۸ با کمک تحولات پتر اول، اقتصاد و بازرگانی شهر بسیار توسعه یافت. در سال ۱۷۱۷ آستراخان به عنوان استان مستقلی شناخته شد که شامل ۱۲ شهر بود.
پتر بزرگ آستراخان را تبدیل به مرکز نظامی برای حملاتش به ایران کرد.
آستراخان طی سده ۱۳ق/۱۹م، تبعیدگاه مخالفان دولت روسیه تزاری بود. طی دوران جنگهای داخلی که پس از انقلاب اکتبر ۱۹۱۷م درگرفت، میان دولت نوبنیاد روسیه شوروی با مخالفان آن پیکارهای عمده‌ای در آسترخان روی داد که سرانجام با پیروزی ارتش سرخ، حکومت حزب بلشویک در این ناحیه تثبیت شد».
آستراخان تا سال ۱۹۳۴ به صورت اداری در ساختار منطقه نیژنی ولژسکی قرار داشت و از سال ۱۹۳۴ در حاشیه استالینگراد و سپس منطقه استالینگراد وارد شد. از سال ۱۹۴۳ آستراخان مرکز منطقه آستراخان به‌شمار می‌رود.

## شهرهای خواهرخوانده
- بندرانزلی، ایران
- ساری، ایران
- رشت، ایران
- احمدآباد، هندوستان
- آتیارا، قزاقستان
- برست، بلاروس
- گرند پوپو، بنین
- لیوبلیانا، اسلوونی